# Ро Кормы
Ро Кормы (Rho Pup, ρ Puppis, ρ Pup) — звезда в Корме, созвездии Южного неба. Британским астрономом Патриком Муром звезде было присвоено имя Турайс, которое она делит с Йотой Киля. При звёздной величине в 2,78 звезда является третьей по яркости в относительно тусклом созвездии. Судя по параллаксу, измеренному аппаратом Hipparcos, Ро Кормы расположена на расстоянии в 63,5 светового года. В настоящий момент звезда движется в направлении от Солнца на скорости в 46,1 км/с. Ближе всего звезда была к Солнцу 394 000 лет назад, пройдя на расстоянии в 11,6 световых лет; примерно на том же расстоянии, что и Процион сейчас.
Переменность данной звезды была открыта в 1956 году американским астрономом Олином Эггеном. Он причислил её к переменным типа Дельты Щита, что делает её одной из первых обнаруженных звёзд такого типа. Фотометрические наблюдения, ведущиеся с 1946 года, дали длинный ряд данных о пульсациях звезды; они происходят с частотой в 7,1 цикла за день. В течение каждого цикла звёздная величина изменяется на 0,15, а радиальная скорость звезды колеблется на 10 км/с. Пиковая яркость приходится на 28,8 минуты после достижения минимальной радиальной скорости. Внешняя атмосфера звезды обладает температурой в 6920 кельвинов, одной из самых низких для переменных типа Дельты Щита.
Ро Кормы примерно 2 миллиарда лет возрастом и обладает радиусом в 3,4 солнечного. По звёздной классификации звезда описывается как F2mF5IIp, что означает, что звезда — яркий жёлто-белый гигант спектрального класса F с сильными линиями поглощения металлов в спектре. Суффикс 'p' означает, что звезда более холодная, чем остальные AM-звёзды. Множество подобных звёзд входит в состав двойных систем, но у этой звезды спутника не обнаружено. Металличность звезды более чем двукратно превосходит солнечную.
У звезды обнаружено избыточное инфракрасное излучение, что свидетельствует о пылевом диске. Тепловое излучение диска — 85 кельвинов, что позволяет предположить его расстояние от звезды в 50 астрономических единиц.